# Sadová
Sadová är en ort i Tjeckien. Den ligger i den centrala delen av landet, 90 km öster om huvudstaden Prag. Sadová ligger 258 meter över havet och antalet invånare är 320.
Terrängen runt Sadová är platt. Runt Sadová är det tätbefolkat, med 570 invånare per kvadratkilometer. Närmaste större samhälle är Hradec Králové, 13,6 km sydost om Sadová. Trakten runt Sadová består till största delen av jordbruksmark.